# Jaskier różnolistny
Jaskier różnolistny (Ranunculus auricomus L.) – gatunek rośliny należący do rodziny jaskrowatych.
W stanie dzikim występuje w Azji (na Zakaukaziu i Syberii Zachodniej), w niemal całej Europie oraz na Grenlandii. Jest dość pospolity na terenie całej Polski.
Jest to gatunek zbiorowy bardzo zmienny morfologicznie. Obejmuje wiele mikrogatunków, według innych ujęć opisywanych jako podgatunki lub odmiany.

## Morfologia
ŁodygaWzniesiona, o wysokości (10)15–35(50) cm, zazwyczaj rozgałęziona, naga, w górnej części wyraźnie bruzdowana. Boczne odgałęzienia łodygi są rzadko lub gęsto przylegająco owłosione.
LiścieLiści odziomkowych do 5, osadzone na długich ogonkach, o blaszkach liściowych niepodzielonych, okrągławonerkowatych o brzegu karbowanym lub piłkowanym, często także z głębokimi wcięciami. Liście łodygowe siedzące, podzielone aż do nasady na 5–7 równowąskich do wąskolancetowatych, całobrzegich łatek. Brak pochew liściowych.
KwiatyZłotożółte o średnicy 1–2 cm. Wyrastają na obłej, niebruzdowanej i nagiej lub przylegająco owłosionej szypułce. Dno kwiatowe nagie. Działki kielicha przylegające do płatków korony, mają kształt od wąskojajowatego do szerokojajowatego i długość 5–7(8) mm. Są nieco owłosione, jedynie brzegi mają silniej odstająco owłosione. 5 płatków korony, liczne pręciki i słupki. Płatki korony złotożółte, błyszczące, nagie, szerokojajowate, o długości 7,5–10(12,5) mm, często na szczycie wykrojone. Czasami płatki są silnie zredukowane.
OwoceSzerokojajowate niełupki o długości 3–4,5 mm, na szczycie z hakowatym dzióbkiem o długości 0,5–1,2 mm. Zazwyczaj są mniej lub bardziej gęsto owłosione, rzadko nagie.

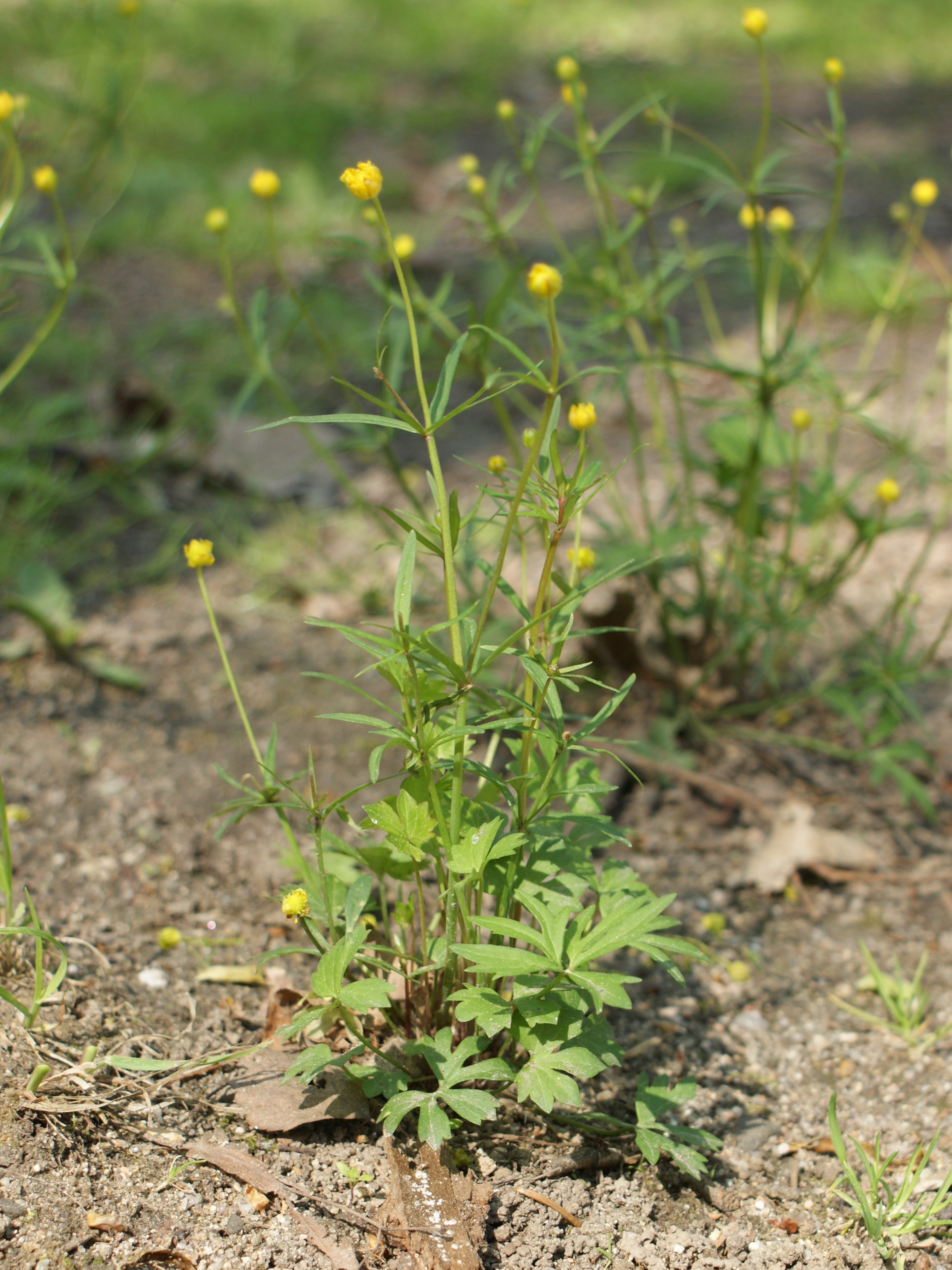
Pokrój
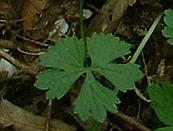
Liść odziomkowy
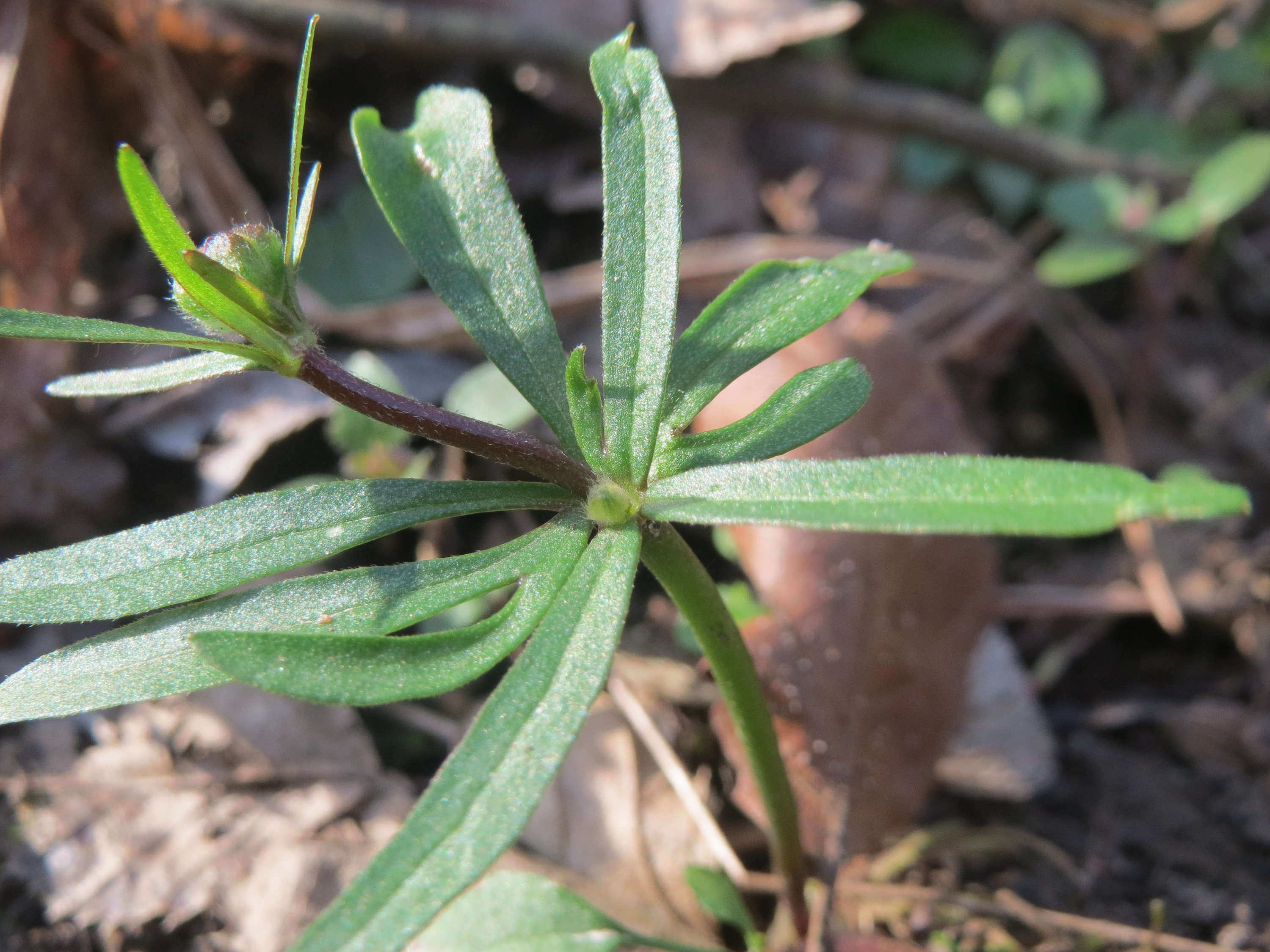
Liście łodygowe
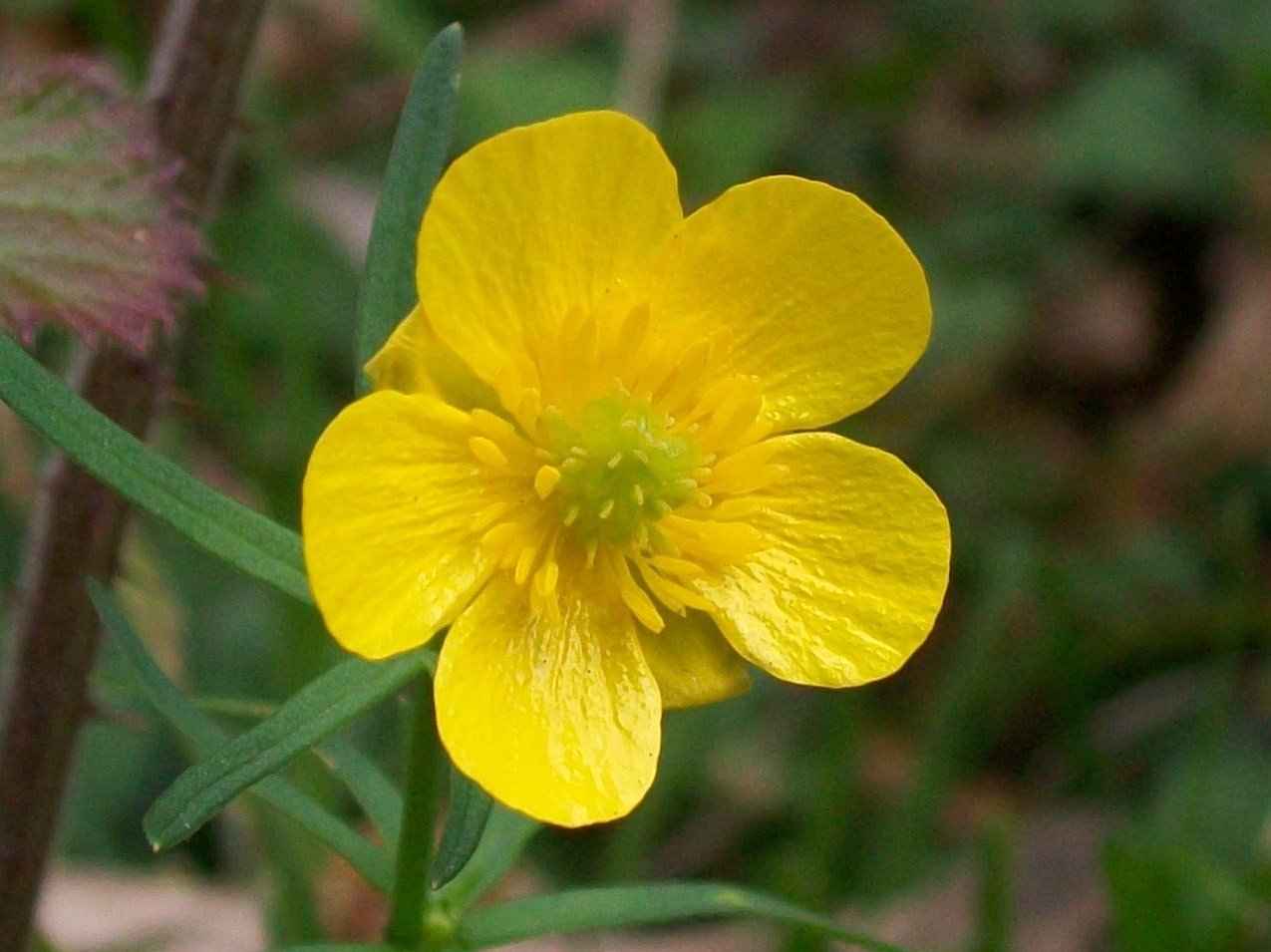
Kwiat

## Biologia i ekologia
Bylina, hemikryptofit. Kwitnie od kwietnia do czerwca. Zawiązuje nasiona bez zapylenia w wyniku apomiksji.
Występuje na żyznych glebach zwykle tworzących się na glinach zasobnych w węglan wapnia. Wymaga wysokiego poziomu wód. Rośnie na wilgotnych łąkach, w zaroślach i lasach liściastych. W klasyfikacji zbiorowisk roślinnych gatunek charakterystyczny dla Cl. Querco-Fagetea, charakterystyczny i wyróżniający dla Ass. Galio-Carpinetum (reg.). 
Roślina trująca – jak inne jaskry zawiera ranunkulinę. Liczba chromosomów 2n = 16, 28, 32, 40, 48. 